# Philip Pardey
Philip Gordon Pardey (* 21. Januar 1953 in Adelaide) ist ein australischer Agrarökonom. Er ist Professor an der University of Minnesota.

## Leben
Pardey studierte Agrarwissenschaften (Bachelor, 1975) und Wirtschaftswissenschaften (Bachelor, 1979) an der University of Adelaide. Dort erhielt er 1979 auch einen Master in Agrarökonomie. Sein Ph.D. wurde ihm 1986 von der University of Minnesota verliehen. Von 1984 bis 1994 arbeitete Pardey für den International Service for National Agricultural Research in Den Haag und von 1994 bis 2002 am IFPRI. Seit 2002 ist er Professor in Minnesota.

## Arbeit
Pardeys Forschungsgebiete sind Finanzierung, Praxis und Auswirkungen von Forschung und Entwicklung sowie wirtschaftliche und politische Aspekte von genetischen Ressourcen und Biowissenschaften.

## Veröffentlichungen (Auswahl)
- Philip Pardey & Nienke Beintema: Slow Magic: Agricultural R&d a Century After Mendel (PDF; 308 kB). IFPRI, 2002. ISBN 0-89629-527-3.
- Shenggan Fan & Philip Pardey (1997): Research, productivity, and output growth in Chinese agriculture. (PDF; 937 kB) Journal of Development Economics 53: 115–137.
- Julian Alston & Philip Pardey: Making Science Pay: The Economics of Agricultural R&D Policy. Aei Press, 1996. ISBN 0-8447-3900-6.